# Netvor z čiernej hviezdy Q7A
Netvor z čiernej hviezdy Q7A (magyarul: Szörnyeteg a Q7A fekete csillagról) az Elán együttes nyolcadik nagylemeze 1991-ből, amely Csehszlovákiában jelent meg.

## Kiadásai
- 1991 LP

## Dalok
1. Dievčenský štát a chlapčenský štát (Farnbauer - Filan) – 1:47
2. Sestrička z Kramárov (Baláž, Ráž - Filan) – 3:58
3. Rozum kráľ, láska kráľovná (Ráž, Baláž - Filan) – 5:40
4. Naša sila (Baláž - Filan) – 5:36
5. Pištoľ (Ráž, Baláž - Filan) – 4:19
6. Telo si so mnou robí čo chce (Ráž, Baláž - Filan) – 5:34
7. Netvor z čiernej hviezdy Q7A (Ráž, Baláž - Filan) – 4:30
8. Film pre pamätníkov (Ráž, Baláž - Filan) – 4:31
9. Tigrov rok (Farnbauer - Filan) – 4:00
10. Bosorka (Ráž, Baláž - Filan) – 3:55
11. Modlitba pre dva hlasy (Ráž, Baláž - Filan) – 4:31
12. Hostia z inej planéty (Baláž - Filan) – 4:09

## Az együttes tagjai
- Jožo Ráž – basszusgitár, ének
- Jano Baláž – gitár, ének
- Farnbauer Péter – gitár, billentyűs hangszerek
- Ľubomír Horňák – billentyűs hangszerek
- Juraj Kuchárek – dobok